# Jean-Pierre Alibert

Jean-Pierre Alibert

Jean-Pierre Alibert (auch Ivan Petrowitsch Alberti, Иван Петрович Алибер) (* 23. März 1820 in Montauban; † 1905) war ein französischer Kaufmann, Pelzhändler und Mineraloge.

## Leben
Nachdem er in England seine kaufmännische Grundausbildung erworben hatte, war er im finnischen Tavasutt Händler des Ersten Ordens. In Sankt Petersburg gründete er eine Fellhandlung.

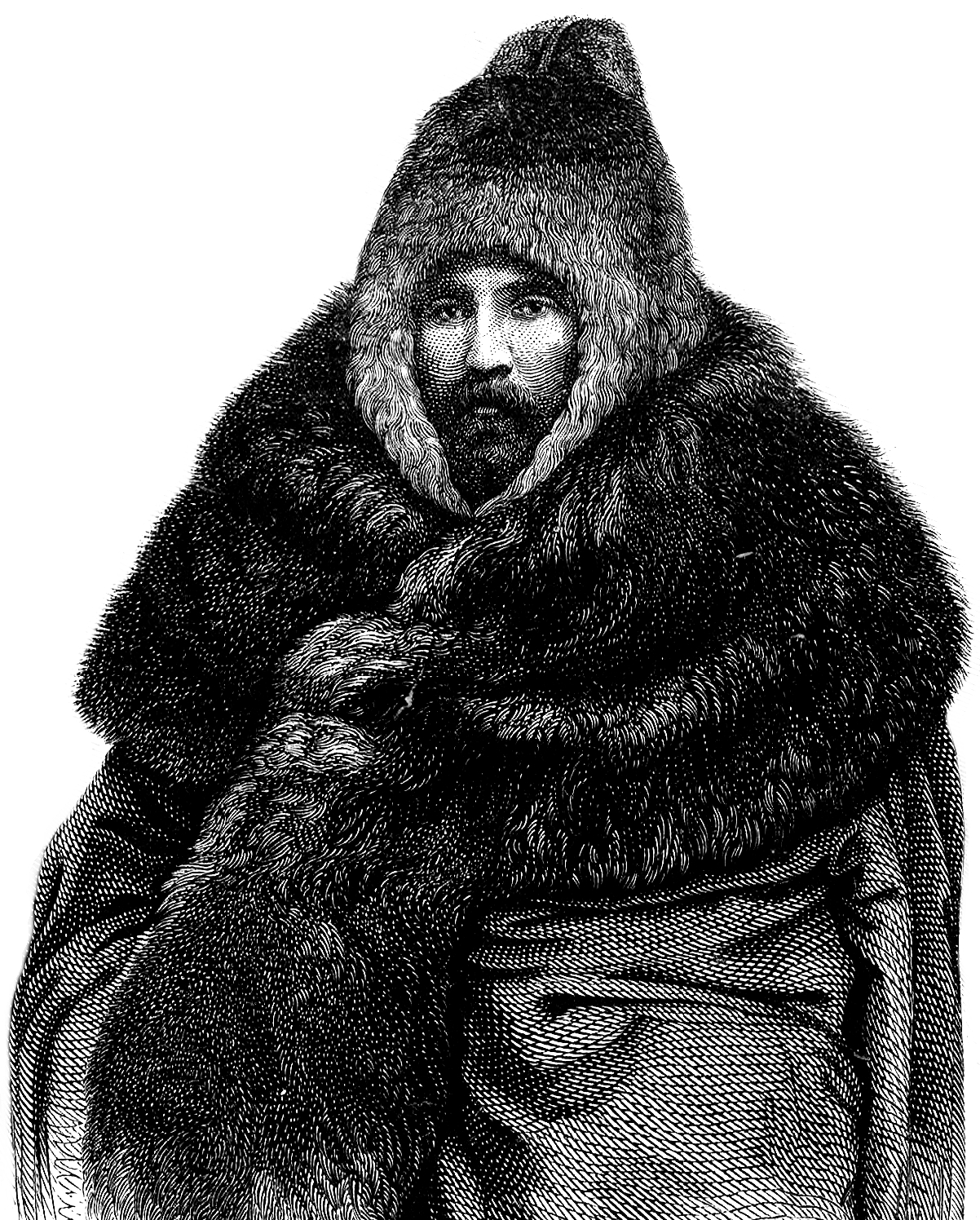
1860

Im sibirischen Tabasthus war er Negoziant (Zwischenhändler) erster Klasse. Er unternahm  eine Forschungsreise in den Osten Sibiriens, teils in der Absicht Gold zu finden, und untersuchte die Sande der Flüsse Oka, Belloi, Kitoi und Irkutsk. 1847 entdeckte er in einer Schlucht nahe Irkutsk abgerundete Brocken von Graphit, verfolgte deren Spur bis zur 400 Werst westlich gelegenen Quelle auf dem Gipfel des Berges Batugol, im Osten des Sajangebirge, nahe der chinesischen Grenze. Er legte eine Mine an. Nachdem er 300 Tonnen Graphit, der in der Qualität dem Abfall des Cumberlandgraphits entsprach, beiseite geräumt hatte, stieß er auf ein Lager reinsten Graphits. Die Akademie der Wissenschaften in St. Petersburg bestätigte ihm, dass dieser vergleichbar sei mit dem der versiegenden Cumberland-Mine. Er ging nach England, überzeugte sich von deren Erschöpfung und ließ Proben seines Graphits von englischen Bleistiftfabrikanten untersuchen. Danach erwarb er die Grube von der russischen Regierung für wohl 600 Rubel. Die nächsten sieben Jahre investierte er eine Million Francs. 1856 schloss er einen, von der russischen Regierung bewilligten Exklusivvertrag mit Lothar von Faber, dessen Bleistiftfabrik A.W. Faber fünf Jahre später die ersten Stifte mit sibirischem Graphit auf den deutschen Markt brachte; 1865 waren diese auch in Amerika erhältlich.
Die hohe Qualität des Graphits und dessen Kombination mit bayerischem Ton ermöglichten erstmals die Fertigung von Bleistiften in 16 reproduzierbaren Härtegraden, die unter dem Namen „Polygrades“ in den Handel kamen und auf der Londoner Weltausstellung im Jahr 1862 gefeiert wurden.
Der Berg wurde ihm zur Ehre später Alibertberg (2500 m) genannt.
In der Nähe seiner Mine entdeckte er grüne Jade.
1862 kehrte er mit Rheuma nach Frankreich zurück. Nach zahlreichen erfolglosen Behandlungen zog er 1871 zur Kur nach Châteauneuf-les-Bains. 1892 ließ er auf der Halbinsel der Saint-Cyr eine bronzene Madonna-Statue aufstellen.
1876 wurde er Mitglied der Société de Géographie.

## Veröffentlichungen
- La Mine de Graphite Sibérie d’ecouverte en 1847 par M. J. P. Alibert; Paris, 1865 (Online)